# Trappola per il presidente
Trappola per il presidente (Executive Target) è un film statunitense del 1997 diretto da Joseph Merhi.

## Trama
Nick James (Michael Madsen) è uno stuntman appena uscito di prigione a cui dei terroristi capeggiati da Lamar rapiscono la moglie per costringerlo a collaborare con loro nel rapimento del presidente degli Stati Uniti; la faccenda prenderà una brutta piega quando interverrà di mezzo la polizia...

## Produzione e distribuzione
Il film è prodotto e distribuito dalla PM Entertainment del regista e produttore siriano Joseph Merhi. In diversi paesi è uscito con i titoli seguenti:
- negli Stati Uniti (Executive Target)
- in Germania (The Stuntdriver)
- in Italia (Trappola per il presidente)
- in Finlandia (Tapa presidentti)
- in Spagna (Traición de patriotas)
- in Grecia (I apagogi tou proedrou)
- in Portogallo (Alvo Executivo)
- in Ungheria (Rabold el az elnököt!)